# Polygala sekhukhuniensis
Polygala sekhukhuniensis är en jungfrulinsväxtart som beskrevs av Retief, S.J.Siebert och A.E.van Wyk. Polygala sekhukhuniensis ingår i släktet jungfrulinssläktet, och familjen jungfrulinsväxter. Inga underarter finns listade i Catalogue of Life.